# 坊城中子
坊城 中子（ぼうじょう なかこ、1928年（昭和3年）5月12日 - 2021年（令和3年）8月16日）は、俳人。

## 人物
神奈川県横浜市生まれ。俳人高浜虚子の孫で、俳人高浜年尾の長女。俳人稲畑汀子の姉。聖路加看護専門学校（現：聖路加看護大学）卒業。1950年、坊城としあつ（本名俊厚）と結婚。1955年より聖路加国際病院に勤務、総婦長を務める。1969年立正佼成会病院、1972年昭和大学烏山病院付属看護学校教務主任、1976年登戸病院看護部長、同年きぬ医師会病院看護学校副校長、2003年内藤病院総婦長。
幼少時より俳句に親しみ、1948年『ホトトギス』に投句、のち同人。夫としあつとともに同誌で活躍した。1959年に看護師として、祖父虚子の最期を看取った。1999年、伊藤柏翠より『花鳥』主宰を継承する。夫の転任にともない3年間滞在したトルコでは、同地の風土に根ざした句を詠んだ。2011年、『花鳥』主宰を息子の坊城俊樹に譲り、名誉主宰に就任する。句集に『櫓櫂』、エッセイ集に『俳句の家』。
2021年8月16日午後1時､老衰のため東京都渋谷区の病院で死去｡93歳没｡

## 著書
- 『艪櫂 坊城中子句集』21世紀伝統俳句シリーズ 日本伝統俳句協会, 1999.12
- 『俳句の家』角川学芸出版, 2010.3